# Lethrinops mylodon
Lethrinops mylodon är en fiskart som beskrevs av David H. Eccles och Lewis, 1979. Lethrinops mylodon ingår i släktet Lethrinops och familjen Cichlidae.

## Underarter
Arten delas in i följande underarter:
- L. m. mylodon
- L. m. borealis